# Grandilithus chongzuo
Espèce
Grandilithus chongzuo est une espèce d'araignées aranéomorphes de la famille des Phrurolithidae.

## Distribution
Cette espèce est endémique du Guangxi en Chine,. Elle se rencontre vers Chongzuo.

## Description
Le mâle holotype mesure 3,27 mm et la femelle paratype 4,18 mm.

## Systématique et taxinomie
Cette espèce a été décrite par Xu, Mu, Zhang et Zhang en 2023.

## Étymologie
Son nom d'espèce lui a été donné en référence au lieu de sa découverte, Chongzuo.

## Publication originale
- Xu, Mu, Zhang & Zhang, 2023 : « Three new species of Grandilithus Liu & Li, 2022 (Araneae, Phrurolithidae) from southern China. » ZooKeys, vol. 1183, p. 205-217 (texte intégral).